# Булевар сумрака (филм)
Булевар сумрака (енгл. Sunset Boulevard) је амерички филм ноар из 1950. године, са Глоријом Свансон у улози Норме Дезмонд. Био је номинован за једанаест Оскара, што га после драме Све о Еви чини критички најуспешнијим филмом 1950. године. Освојио је награду у три категорије: најбоља музика, најбољи оригинални сценарио и најбоља фотографија. Булевар сумрака је класик и према Америчком филмском институту дванаести најбољи филм двадесетог века. Две реченице из филма су често цитиране, те 2005. уврштене међу 100 најбољих филмских фраза. Обе изговара Глорија Свансон: „У реду господине Демил, спремна сам за крупни кадар.“ и „Ја сам велика, филмови су ти који су постали мали!“

## Радња
Док његово мртво тело плива у базену старе виле на холивудском Булевару сумрака, а полицијски се аутомобили приближавају кући, убијени филмски сценариста Џозеф Гилис (В. Холден) одлучи испричати како је ту доспео. Још пре шест мјесеци био је трећеразредни холивудски писац сценарија који је узалудно обијао прагове у нади да ће му нека од прича бити прихваћена. Међу онима који су одбили његов последњи рукопис била је и Бети Шефер (Н. Олсон), читатељка сценарија за продуцента Шелдрејка (Ф. Кларк) и девојка Џоовог пријатеља Артија Грина (Џ. Веб). А онда је једног дана, бежећи пред агентима пореске службе, Џозеф доспео пред стару вилу на Булевару сумрака. Ту живи Норма Дезмонд.
Норма Дезмонд је била велика звезда немих филмова, али са појавом тона њена популарност пада до те мере да се она повлачи у своју вилу ван Лос Анђелеса. Стицајем околности једног дана у њену кућу улази згодни холивудски сценариста, она му брзо показује сценарио њеног живота и моли га да га прочита и припреми за снимање. Видевши да док не прочита текст неће изаћи из куће, Џозеф је слуша и неколико наредних недеља проводи у темељном ишчитавању. Његова шефица се полако заљубљује у њега, а и он почиње да ужива у њеном богатству. Када покуша да је остави, схвата да то нимало неће бити лако. После једне свађе уочи Нове године, Џозеф одлази из куће а Норма сече вене. Сазнавши за то и осетивши велико сажаљење и грижу савести, он се враћа у вилу где се врло брзо мири са љубавницом. Мало потом, Дезмондова планира велики повратак на мале екране, али не види да је режисери и публика не желе. Њена заслепљеност некадашњом својом величином полако је води у лудило, које ће помешано са љубомором, учинити да једне вечери убије Џозефа. То је био врхунац њене болести, када у потпуности губи разум. Из тог разлога није ни видела полицајце који су дошли да је ухапсе, већ само новинаре и блицеве који су после толико година поново севали на њу.

## Улоге
| Глумац            | Улога            |
| ----------------- | ---------------- |
| Глорија Свансон   | Норма Дезмонд    |
| Вилијам Холден    | Џозеф Гилис      |
| Ерих фон Штрохајм | Макс             |
| Ненси Олсон       | Бети Шејфер      |
| Фред Кларк        | Шелдрејк         |
| Бастер Китон      | као Бастер Китон |
| Хеда Хопер        | као Хеда Хопер   |

## Награде

### Награда Оскар
| Награде               | Особа                                           |
| Сценарио              | Charles Brackett Billy Wilder D.M. Marshman Jr. |
| Уметнички директор    | Hans Dreier John Meehan Sam Comer Ray Moyer     |
| Музика                | Franz Waxman                                    |
| Номинације            | Особа                                           |
| Најбољи филм          | Charles Brackett                                |
| Режија                | Billy Wilder                                    |
| Главна мушка улога    | William Holden                                  |
| Главна женска улога   | Gloria Swanson                                  |
| Споредна мушка улога  | Erich von Stroheim                              |
| Споредна женска улога | Nancy Olson                                     |
| Фотографија           | John F. Seitz                                   |
| Монтажа               | Arthur P. Schmidt Doane Harrison                |

### Остале награде
Филм је освојио и награду Златни глобус.